# بروتين الريبوسوم L27a
بروتين الريبوسوم L27a (بالإنجليزية: Ribosomal Protein L27a)‏ (RPL27a) هوَ بروتين يُشَفر بواسطة جين RPL27A في الإنسان. الريبوسومات هي العضيات التي تحفز تخليق البروتين، تتكون من وحدة فرعية صغيرة 40S ووحدة فرعية كبيرة 60S. تتكون هذه الوحدات الفرعية معًا من 4 أنواع من رنا RNA وحوالي 80 بروتينًا مميزًا من الناحية الهيكلية. ويعد أحد مكونات الوحدة الكبرى 60S للريبوسوم والذي يلعب دورًا مهمًا في الترجمة في عملية الاصطناع الحيوي للبروتين (التي تشكل جزءا من عملية التعبير الجيني).

## الأهمية السريرية
وجد أن تعبير هذا الجين مرتفع في سرطان الثدي ثلاثي السلبية ويحفز هجرة الخلايا السرطانية.

## روابط خارجية
- بروتين الريبوسوم L27a في نظام فهرسة المواضيع الطبية (MeSH) للمكتبة الوطنية الأمريكية للطب.
- نظرة شاملة على جميع المعلومات الهيكلية المتاحة في بنك بيانات البروتينات (PDB) لـقاعدة البيانات يونيبروت (UniProt): P46776 (بروتين الريبوسوم L27a) في بنك بيانات البروتين في أوروبا (PDBe-KB).